# Ekkehard Ramm

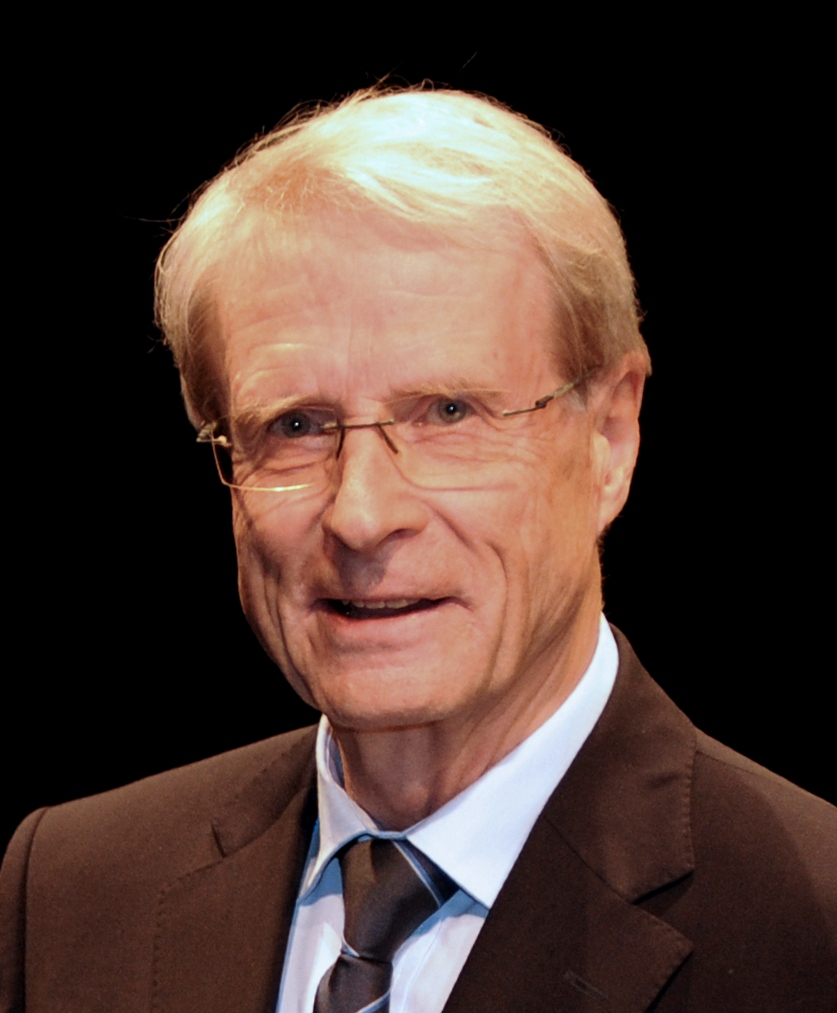
Ekkehard Ramm (2014)

Ekkehard Ramm (* 3. Oktober 1940 in Osnabrück) ist ein deutscher Bauingenieur für konstruktiven Ingenieurbau mit Schwerpunkt in der Tragwerksmechanik sowie emeritierter Hochschullehrer für Baustatik und Baudynamik der Universität Stuttgart.

## Beruflicher Werdegang
Ekkehard Ramm studierte von 1960 bis 1966 an der Technischen Hochschule Darmstadt und der Technischen Hochschule Stuttgart; 1964 wurde er in die Studienstiftung des Deutschen Volkes aufgenommen.
Nach dem Studium war er als wissenschaftlicher Assistent am Institut für Baustatik der Universität Stuttgart tätig. 1972 promovierte er mit der Dissertation Beitrag zur praktischen Berechnung dünner Kugelschalen bei nicht rotationssymmetrischer Berandung, Hauptberichter war dabei Friedrich Wilhelm Bornscheuer. Von 1972 bis 1975 erhielt er ein Habilitationsstipendium der Deutschen Forschungsgemeinschaft (DFG). In dieser Zeit als Postdoc arbeitete er 1972/1973 an der University of California, Berkeley und anschließend an der Universität Stuttgart. Er habilitierte sich 1976 mit der Habilitationsschrift Geometrisch nichtlineare Elastostatik und finite Elemente und erhielt die Venia Legendi für das Fach Baustatik. 1976 wurde er zum wissenschaftlichen Rat und Professor (C 3) ernannt. 1983 trat er als Professor (C4) die Nachfolge von Friedrich Wilhelm Bornscheuer an und leitete das Institut für Baustatik der Universität Stuttgart in Lehre und Forschung bis zu seiner Emeritierung 2006.
Neben dieser Institutsleitung war er nach dem Ausscheiden von Frei Otto von 1991 bis 1994 kommissarischer Leiter des Instituts für Leichte Flächentragwerke (IL) und für dessen Weiterführung verantwortlich. Von 1995 bis 2000 war er Mitglied des Verwaltungsrats und von 2002 bis 2003 Mitglied des Universitätsrats der Universität Stuttgart. Im Senats- und Bewilligungsausschuss für die Sonderforschungsbereiche (SFB) der Deutschen Forschungsgemeinschaft vertrat er als gewähltes Mitglied von 1994 bis 1999 den Ingenieurbereich.
Ekkehard Ramm war 1980 Initiator und bis 2006 Leiter des DAAD-Austauschprogramms mit der University of Calgary; 2020 beging dieses Programm sein 40-jähriges Jubiläum. Im Studienjahr 1981/1982 war er Prodekan und 1987/1988 Dekan der Fakultät für Bauingenieur- und Vermessungswesen der Universität Stuttgart. 2000 schlug er das Master-Programm Computational Mechanics of Materials and Structures (COMMAS) vor und leitete es als stellvertretender Sprecher bis zu seiner Emeritierung. Von 2000 bis 2008 war er Präsident der German Association for Computational Mechanics (GACM) sowie Vizepräsident (2005–2013) und Präsident (2013–2017) der European Community on Computational Methods in Applied Sciences (ECCOMAS).
1988 gründete Ekkehard Ramm gemeinsam mit Albrecht Burmeister das Ingenieurbüro Delta-X in Stuttgart, dem er bis 2012 angehörte. Von 1996 bis 2008 war er Prüfingenieur für Baustatik.
Nachfolger als Leiter des Instituts für Baustatik und Baudynamik ist seit 2006 sein früherer Doktorand Manfred Bischoff.

## Forschung
Ekkehard Ramm befasst sich mit dem gesamten Spektrum der Mechanik von Tragwerken (Strukturmechanik), insbesondere mit der Statik und Dynamik von dünnwandigen Strukturen wie Platten-, Membran- und Schalentragwerken. Schwerpunkte liegen in der mechanischen Modellbildung und deren numerischer Simulation, vorwiegend bei der Entwicklung linearer und nichtlinearer Finite-Elemente-Verfahren und ihrer mathematischen Absicherung (Fehlerschätzung, Adaptivität). Formulierungen für beliebig große Deformationen sowie Stabilitäts- und Versagensanalysen werden entwickelt, auch unter Berücksichtigung einer mehrskaligen Modellierung. Hierzu gehören Materialmodelle für das nichtlineare Verhalten unterschiedlicher Werkstoffe (Metalle, Beton und Stahlbeton, faserverstärkte Composite-Werkstoffe, Glas, Geomaterialien). Auch werden Partikel-Methoden eingesetzt (Diskrete-Elemente-Methoden). Erwähnt seien auch Algorithmen zur Kontaktmechanik, die Untersuchung der Strömung von Fluiden (Turbulenz, Navier-Stokes-Gleichungen) und die Strömungs-Struktur-Wechselwirkung. Die Entwicklung neuartiger Verfahren für die Form-, Topologie- und Material-Optimierung von Strukturen, z. B. für die Formfindung von Tragwerken und den Entwurf neuer Materialien, sind ein Schwerpunkt seiner Forschung.
Neben diesen Kerngebieten der Strukturmechanik befasst sich Ekkehard Ramm auch mit der Geschichte von Tragwerken und ihrer mechanischen Modellbildung. Die Geschichte der Golden Gate Bridge von den Anfängen bis heute wurde zu einem zentralen Thema. Auch entstand am Institut die erste Biografie über Karl Culmann (als Dissertation von Bertram Maurer) und eine Arbeit zur Geschichte der Gewölbetheorie (als Dissertation von Martin Trautz). Ebenfalls unterstützte er Karl-Eugen Kurrers Buch über die Geschichte der Baustatik. Ramm regte mit seinem IASS-Vortrag über Topology Optimization auf einer Konferenz in Atlanta 1995 William F. Baker vom Büro Skidmore, Owings and Merrill (SOM) in Chicago an, Forschungen über Optimierung und Formfindung von Tragwerken aufzunehmen.
Teilnahme an Forschungsverbünden (Auswahl):
- 1984–1995: DFG-Sonderforschungsbereich „Natürliche Konstruktionen – Leichtbau in Architektur und Natur“ (SFB 230)
- 1995–2006: DFG-Sonderforschungsbereich „Mehrfeldprobleme in der Kontinuumsmechanik“ (SFB 404)
- 1998–2005: DFG-Forschergruppe 326 „Modellierung kohäsiver Reibungsmaterialien als Kontinuum oder als Diskontinuum“
- 2003–2009: DFG-TNO Deutsch-Niederländische Forschergruppe „Multiscale Methods in Computational Mechanics“ (FOG 509) (als Sprecher)

Ekkehard Ramm hat 57 eigene Doktoranden betreut; davon wurden 20 Professoren und drei Honorarprofessoren. Er gehörte bei 91 Promotionen und Habilitationen zu den Berichterstattern.

## Ehrungen
- 1991: Tsuboi Price der International Association of Shell and Spatial Structures (IASS)
- 1995: Eric Reissner Medal des International Congress of Engineering Sciences
- 2002: Computational Mechanics Award and Fellow der International Association for Computational Mechanics (IACM)
- 2002: Pioneers Award des Space Structure Research Center der University of Surrey
- 2004: Ehrendoktorwürde der University of Calgary (als Doctor of Law h. c.)
- 2004: Ehrendoktorwürde der Technischen Universität München (als Dr.-Ing. E. h.)
- 2008: Congress Medal (Gauss-Newton-Medal) der International Association for Computational Mechanics (IACM)
- 2008: Honorary President der German Association for Computational Mechanics (GACM)
- 2008: Torroja Medal der International Association for Shell and Spatial Structures (IASS)
- 2015: O. C. Zienkiewicz Medal der Polish Association for Computational Mechanics (PACM)
- 2018: Leonhard Euler Medal der European Community on Computational Methods in Applied Sciences (ECCOMAS)

## Mitgliedschaften in wissenschaftlichen Akademien
- 1997: Akademie der Wissenschaften und der Literatur Mainz, ordentliches Mitglied
- 2001: Academia Europaea[4]
- 2001: Heidelberger Akademie der Wissenschaften, ordentliches Mitglied
- 2003: Deutsche Akademie der Technikwissenschaften Acatech
- 2004: Österreichische Akademie der Wissenschaften, korrespondierendes Mitglied
- 2004: Braunschweigische Wissenschaftliche Gesellschaft (BWG), korrespondierendes Mitglied
- 2008: US National Academy of Engineering (NAE), International Member